# إيلينا غيرهارد
إيلينا غيرهارد (بالألمانية: Elena Gerhardt)‏ هي مغنية ومغنية أوبرا ألمانية، ولدت في 11 نوفمبر 1883 في Connewitz ‏ في ألمانيا، وتوفيت في 11 يناير 1961 في لندن في المملكة المتحدة.

## وصلات خارجية
- إيلينا غيرهارد على موقع الموسوعة البريطانية (الإنجليزية)
- إيلينا غيرهارد على موقع ميوزك برينز (الإنجليزية)
- إيلينا غيرهارد على موقع ديسكوغز (الإنجليزية)